# Буксер, Франк

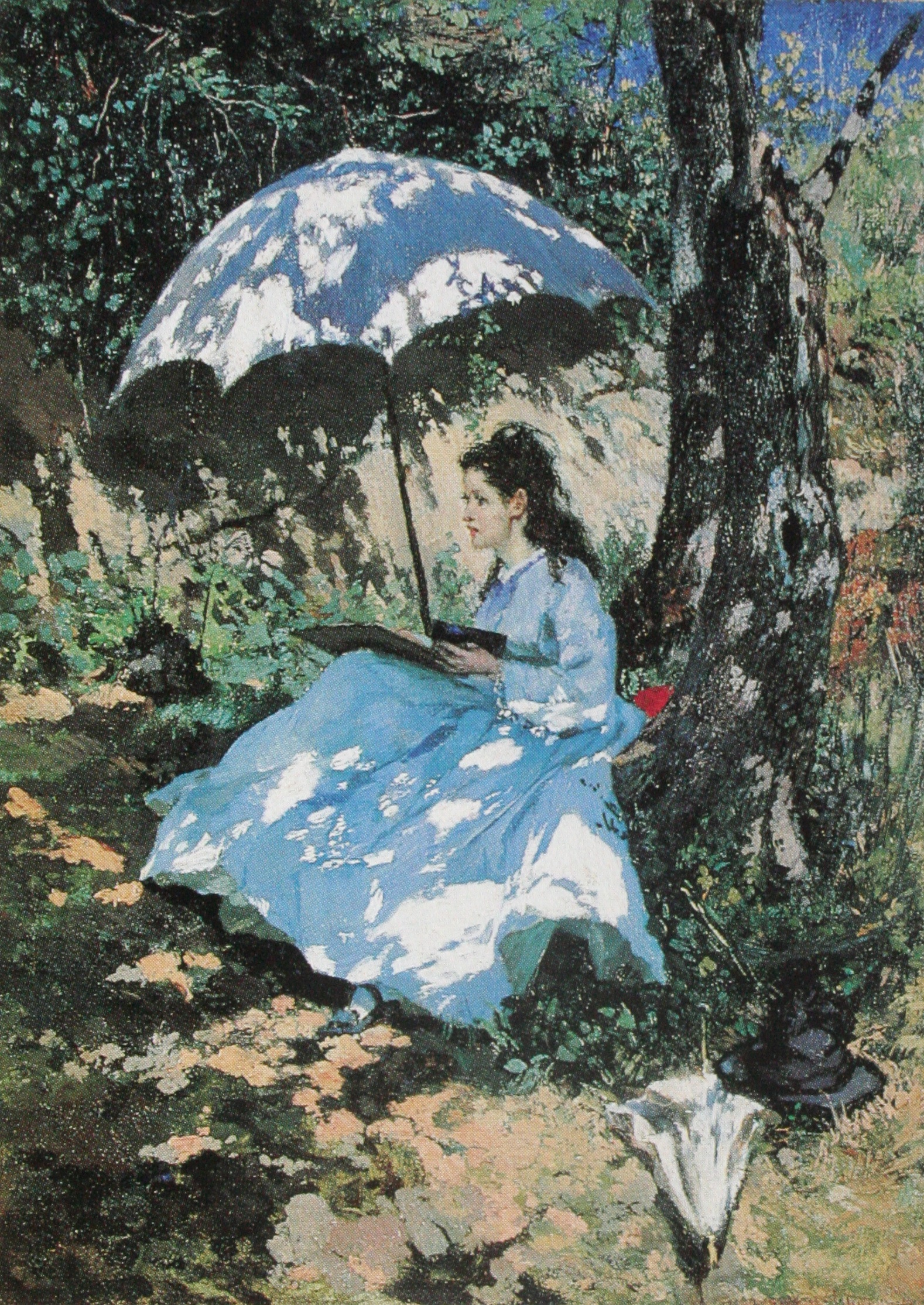
Ф.Буксер Художница на солнцепёке (1862)

Франк (Франц) Буксер (нем. Frank Buchser, род. 15 августа 1828 г. Фельдбруннен-Санкт-Никлаус  — ум. 22 ноября 1890 г. Фельдбруннен-Санкт-Никлаус) — швейцарский художник и путешественник.
Ф.Буксер родился в крестьянской семье. В юности учился в Золотурне и Берне на мастера по изготовлению фортепиано и органов. Одновременно занимался изучением живописи. В 1847 году во время путешествия через Париж в Италию, принимает окончательное решение стать художником. Служил в Риме в папской гвардии, состоявшей из швейцарцев, что позволило Буксеру учиться живописи в Академии Св. Луки. В 1848 году присоединяется к отрядам Дж. Гарибальди. В 1849—1850 учится в Париже, в 1850—1852 — в Антверпене, в 1852-53 годах живёт в Испании, где делает себе имя как художник. Неоднократно посещает Великобританию. Здесь Ф.Буксер в 1862 был назначен комиссаром отдела швейцарского искусства на Всемирной выставке.
В 1858 году художник совершает конное путешествие по Марокко, добравшись до столицы страны Феса. В 1866—1871 годах он путешествует по США, делает портрет «хозяина Калифорнии», своего соотечественника Джона Саттера. Картины, написанные Буксером в 1866—1867 годах в Америке и изображавшие бедственное положение негров, вызвали неоднозначную реакцию в Нью-Йорке и Вашингтоне.
Последние годы жизни Ф.Буксер провёл на родине, в Фельдбруннене. С 1884 года он преподавал рисунок Куно Амье. В 1865 Ф.Буксер, совместно с художниками Рудольфом Коллером и Эрнстом Штюкельбергом, основывает художественный союз, ставший со временем Обществом швейцарских художников, скульпторов и архитекторов (GSMBA).
Творческое наследие художника насчитывает до 1.000 произведений масляной живописи, из которых 300 — законченные полотна. Остальные — эскизы маслом. Основная часть работ Ф.Буксера хранится в Художественных музеях Золотурна и Базеля.